# Mário Campos
Mário Campos es un municipio brasileño del estado de Minas Gerais. Su población estimada en 2018 es de 15 207 habitantes, según el Instituto Brasileño de Geografía y Estadística (IBGE). Integra la región metropolitana de Belo Horizonte.
Mário Campos es considerado un complejo hidromineral. La mayor fuente del mundo de flujo espontáneo de agua mineral se encuentra en este municipio.

## Historia
Antiguo distrito creado en 1982 y subordinado al municipio de Ibirité, fue elevado a la categoría de municipio por la ley estatal n.º 12030 el 31 de diciembre de 1995 e instalado el 1 de enero de 1997.
El actual poblado se inició con construcción del Ferrocarril Central del Brasil. La estación, denominada Jacaré, fue inaugurada en 1923 y en los años 1930 se modificó el nombre a Mário Campos. El edificio de la estación posteriormente fue destruido.

## Clima
Según la clasificación climática de Köppen, el municipio se encuentra en el clima tropical de altitud Cwa.